# Kristina Hautala
Kristina Hautala (* 28. Juni 1948 in Stockholm) ist eine finnische Popsängerin der 1960er Jahre. 

## Leben und Wirken
Ab 1966 erschienen ihre Singles, davon meist finnische Versionen bekannter Schlager und Popsongs.
Als Gewinnerin der finnischen Vorauswahl durfte sie beim Eurovision Song Contest 1968 in London antreten. Mit dem Titel Kun kello käy musste sie sich allerdings mit dem letzten Platz zufriedengeben.
1972 beendete sie ihre Musikkarriere und wurde nach einem Psychologie-Studium als Therapeutin tätig.